# فابلايت

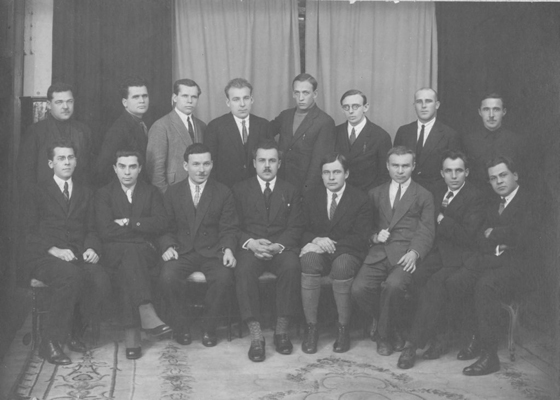
أعضاء فابلايت في عام 1926، جالسين من اليسار إلى اليمين: بافلو تيتشينا، ميكولا خفيلوفي، ميكولا كوليش، أوليكسا سليسارينكو، مايك جوهانسن، غوردي كوتسيوبا، بترو بانش، أركادي ليوبشينكو. الوقوف من اليسار إلى اليمين: ميخايلو مايسكي، هريهوري إيبيك، أولكسندر كوبيلينكو، إيفان سينتشينكو، بافلو إيفانوف، يوري سموليتش، أولس دوسفيتني، إيفان دنيبروفسكي.

فابلايت اختصار لاتيني للأكاديمية الحرة للأدب البروليتاري (بالأوكرانية: Вільна академія пролетарської літератури)‏، هو اتحاد أدبي في أوكرانيا. تأسس في خاركيف وتواجد في الفترة من يناير 1926 إلى 28 يناير 1928.
قبل الاتحاد المتطلبات الرسمية للحزب الشيوعي، واتخذ فابلايت موقفًا مستقلًا في السياسة الأدبية وكان يقف على أساس إنشاء الأدب الأوكراني الجديد من قبل فنانين مؤهلين وضعوا أمامهم مطلب التحسين وإتقان أفضل إنجازات الثقافة الأوروبية الغربية. وكان ميكولا خفيلوفي زعيم الاتحاد الافتراضي. كان الرئيس ميخايلو يالوفي ‏، فيما بعد - ميكولا كوليش ؛ وكان السكرتير أركادي ليوبشينكو.
عمل في المنظمة بنشاط كل من: ميكولا خفيلوفي، ميخايلو يالوفي [الإنجليزية]، أوليس دوسفيتني، ميكولا كوليش، هريهوري إيبيك، بافلو تيشينا، إيفان سينتشينكو، أوليكسا سليسارينكو، بيترو بانش [الإنجليزية]، مايكولا بازان، يوري يانوفسكي، إيفوروفسكي، إيفانسكولي، أولكسندر كوبيلينكو إلخ.
قبل تنظيم الجمعية، كانت الجمعيات الأدبية الرئيسة هي اتحاد الكتاب البروليتاريين هارت واتحاد الكتاب الفلاحين بلوه . كانت تلك المنظمات في الغالب تنويرًا ثقافيًا مما أدى في الواقع إلى تشتيت انتباههم عن أهدافهم الفنية الأدبية.
في عام 1927 أصدر الاتحاد مجلته "فابلايت".
أدت آراء ميكولا خفيلوفي إلى انتقادات الحزب والموظفين الحكوميين في جمهورية أوكرانيا الاشتراكية السوفيتية . خاصة الهجمات الحادة عانى منها عمله "فالشنيبي". بسبب الاضطهاد المستمر، أُجبر فابلايت على الحل الذاتي في عام 1928. واصل أعضاء فابلايت نشاطهم الأدبي في الروزنامة الأدبية "المعرض الأدبي" (1928-1929) ومنظمة "Politfront". أصبح أعضاء فابلايت من أوائل ضحايا قمع نظام ستالين.

## مهمة
استند التنظيم إلى فكرة أن إنشاء الأدب الأوكراني الحديث يمكن تعزيزه من خلال التعلم من أفضل أعمال الثقافة الأوروبية الغربية.
على الرغم من الموافقة على القيود البيروقراطية الصارمة التي فرضها الحزب الشيوعي، في الأسئلة المتعلقة بالأجندة الأدبية، كان لفابلايت موقف مستقل وآمن بتأسيس الأدب الأوكراني الجديد من قبل فنانين مؤهلين يهدفون إلى تحسين الذات والبحث وتكييف أفضل ممارسات الثقافة الغربية. كان زعيم فابلايت هو ميكولا خفيلوفي، الذي أعلن شعارهم الشهير "بعيدًا عن موسكو!" . كان رؤساء المنظمة ميخايلو يالوفي (لاحقًا ميكولا كوليش)، بينما كان أركادي ليوبشينكو سكرتيرًا.

## أنشطة
على الرغم من حقيقة أن أعضاء هذه المجموعة كانوا ينتمون إلى أحزاب مختلفة، ودرسوا أيضًا أنماطًا واتجاهات مختلفة في الإبداع الفني، كانت فابلايت مجموعة أيديولوجية. كانت فكرتهم الرائدة هي إحياء الأمة الأوكرانية.
لقد أولوا اهتماما كبيرا لدراسة اللغات الأوروبية.
بفضل مساهمة ميكولا خفيلوفي الذي يعتبر مبتكر وجهة نظر وإيديولوجية جديدة للعالم، في أنشطة الجمعية الأدبية، بدأت فكرة جديدة عن صورة أوكرانيا، وبدأت طبيعة الثقافة والروحانية الأوكرانية بالتشكل تدريجياً.
في عام 1926، نُشرت مجموعتين - "فابلايت، المفكرة الأولى" (مع المقالات والبيانات) و "فابلايت، أول تقويم" (أعمال فنية)، وفي عام 1927 - ستة أعداد من مجلة "فابلايت"، التي نشرت الأعمال الفنية، والنقد، والمقالات النظرية، والسرد الحالي للأحداث الأدبية، وما إلى ذلك. منذ البداية، خضع المشاركون والمجلة لرقابة دقيقة من الدوائر الرسمية. تكثف النقد الأيديولوجي لفابلايت وميكولا خفيلوفي نفسه وأصبح منسقًا بشكل خاص بعد تشكيل مولودنياك و VUSPP (اتحاد جميع الكتاب البروليتاريين الأوكرانيين). في عام 1927، نشر الاتحاد مجلة فابلايت، والتي نشرفيها، من بين أمور أخرى: نيكيفور ششيربينا [الأوكرانية] وآخرون. 